# Andrea Toscano
Andrea Isabel Toscano Ramírez (Manzanillo, Colima, México 17 de noviembre de 1998) es una modelo y reina de belleza mexicana ganadora del concurso Mexicana Universal 2018. Representó a  México en Miss Universo 2018 y Miss Internacional 2019 en el cual obtuvo el puesto de primera finalista.

## Biografía
Andrea Toscano nació el 17 de noviembre de 1998 en la ciudad de Manzanillo, Colima, México. Actualmente radica en la ciudad de Ciudad de México, Ciudad de México, México debido a sus estudios de Licenciatura en nutrición en la Universidad Anáhuac Ciudad de México.

## Concursos de Belleza

### Miss Internacional 2019
El 12 de noviembre de 2019 en la Sala municipal del Domo de Tokio, Tokio, Japón 
se llevó a cabo la final de Miss Internacional en donde candidatas de 82 países compitierón por el título. Al final del evento Andrea obtuvo el puesto de primera finalista.

### Miss Universo 2018
El 16 de diciembre de 2018 en el Impact Arena, Bangkok, Tailandia se llevó a cabo la final de Miss Universo, en donde 94 candidatas de diferentes países del mundo compitieron por el título, sin embargo Andrea no logró clasificar al Top 20 de semifinalistas.

### Mexicana Universal 2018
El 3 de junio de 2018 en los estudios de TV Azteca, se llevó a cabo la final de Mexicana Universal, en donde Andrea se alzó con la corona a través de votos del público, convirtiéndose así en la primera colimense en ganar dicho concurso y de representar al país en Miss Universo.